# Траншея 143
«Траншея 143» (перс. شیار ۱۴۳‎) — художественный фильм 2014 года. Режиссёр: Наргес Абъяр. Сценарий: Наргес Абъяр. Продолжительность: 90 минут.

## Сюжет
Молодой парень уходит на фронт. Его мать тяжело переносит разлуку с сыном и с нетерпением ждёт его возвращения с войны. Она не знает, попал ли сын в плен или убит.

## Награды и номинации
- Приз зрительных симпатий 32-го международного фестиваля «Фаджр».
- Специальный приз жюри 32-го международного фестиваля «Фаджр» — «Хрустальный Симорг».
- Приз за лучшую женскую роль на фестивале кинокритиков Ирана.[4]
- Специальный приз жюри 12-го международного кинофестиваля «Волоколамский рубеж».
- Гран-при II-го Международного Кинофестиваля Ингушетии «Золотая башня».